# مظاهرات السلطان أحمد

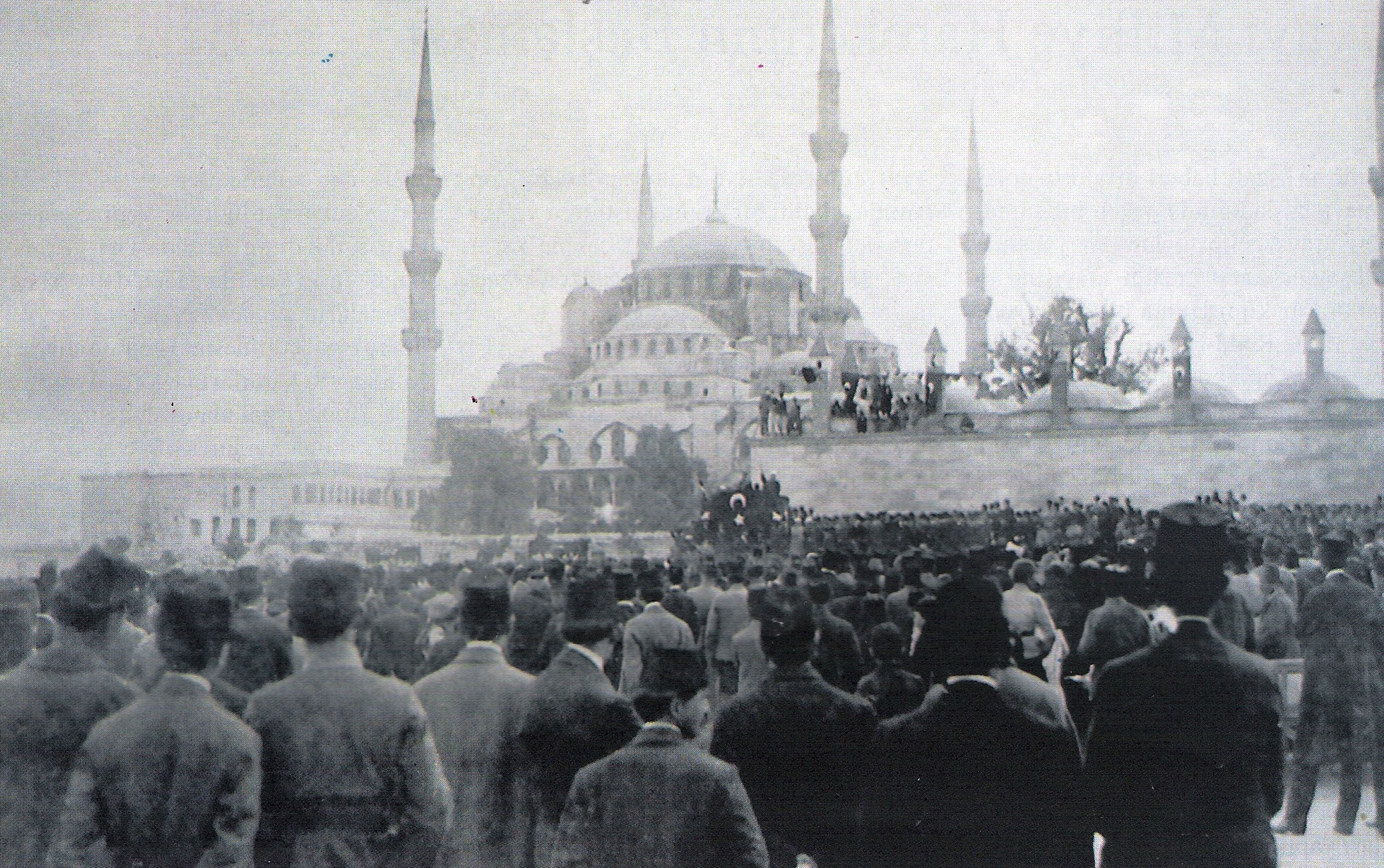
مظاهرة 23 مايو

مظاهرات السلطان أحمد (بالتركية: Sultanahmet Mitingleri)‏ كانت سلسلة من المظاهرات عقدت في إسطنبول عام 1919 للاحتجاج على احتلال الإمبراطورية العثمانية بعد هدنة مودروس، وخاصة احتلال إزمير من قبل القوات اليونانية بعد الحرب العالمية الأولى، وقد جرت أكبر المظاهرات في حي السلطان أحمد في 23 مايو/أيار 1919، حيث شارك فيها 200 ألف شخص.
تم تنظيم أول مظاهرة أمام مسجد السلطان أحمد في الفاتح ، في مارس 1919 من قبل إيناس دارولفونو (جامعة البنات) وجمعية المرأة العصرية (بالتركية: Asri Kadınlar Cemiyeti)‏، ونظمت "المواقد التركية" في 19 مايو 1919 احتجاجًا آخر في الفاتح حضره 50 ألف شخص، وأقيمت مظاهرات في يومي 20 و22 مايو في أوسكودار وكاديكوي على التوالي، نظمتها جمعية المرأة العصرية. 
شاركت العديد من الشخصيات المهمة في الدولة العثمانية، مثل محمد أمين يورداكول ، وخالدة أديب، وحمد الله صبحي طانروفر، ورضا نور، وسليم سيري تاركان ، وإسماعيل حقي بالتاجيوغلو، وفخر الدين خيري بك، كمال ميثاد، شكوف نهال بشار، والسيدة جانين (سيدة فرنسية) الذين دعوا جميعا إلى مقاومة الغزو الأجنبي.

كانت خالدة أديب من المتحدثين الرئيسيين خلال مظاهرة السلطان أحمد في 23 مايو 1919، حيث قالت ما يلي:
أيها المسلمون! أيها الأتراك! يعيش الأتراك والمسلمون الآن أيامهم الأكثر ظلامًا. الليل، ليلة مظلمة. ولكن لا يوجد ليل بدون صباح في الحياة. غدا سنخلق صباحا متألقا، يمزق هذا الليل الرهيب. أيتها النساء! ليس لدينا الآن أدوات مثل المدافع والبنادق؛ ولكن لدينا سلاح أعظم وأقوى؛ الحق والله. قد تفقد البنادق والمدافع، لكن الحق والله باقيان. نحن، مع رجالنا، نطالب بتشكيل الحكومة الأقوى والأكثر ذكاءً والأكثر شجاعة من قلوبنا والتي ستمثلنا على أفضل وجه.
وكانت المظاهرات رمزا للصحوة الوطنية للأتراك للقيام بحرب الاستقلال التركية، كما لعبت دورًا أساسيًا في حركة حقوق المرأة والنسوية في تركيا، حيث شكل نشاط المرأة وزيادة ظهورها بشكل كبير أثناء حرب الاستقلال نقطة تحول، مما ساهم بشكل كبير في توسيع حقوق المرأة.